# Гульшат
Гульша́т (каз. Гүлшат) — селище у складі Балхаської міської адміністрації Карагандинської області Казахстану. Адміністративний центр та єдиний населений пункт Гульшатської селищної адміністрації.
Населення — 227 осіб (2021; 516 у 2009, 736 у 1999, 1024 у 1989).
Станом на 1989 рік селище називалось Гульшад.